# Madalena (Vila Nova de Gaia)
Madalena es una freguesia portuguesa del concelho de Vila Nova de Gaia, con 6,02 km² de superficie y 9.356 habitantes (2001). Su densidad de población es de 1 554,2 hab/km².